# Youngstown (Nueva York)
Youngstown es una villa ubicada en el condado de  Niágara en el estado estadounidense de Nueva York. En el año 2000 tenía una población de 1,957 habitantes y una densidad poblacional de 651 personas por km².

## Geografía
Youngstown se encuentra ubicada en las coordenadas 43°14′56″N 79°2′33″O / 43.24889, -79.04250.

## Demografía
Según la Oficina del Censo en 2000 los ingresos medios por hogar en la localidad eran de $48,333, y los ingresos medios por familia eran $60,089. Los hombres tenían unos ingresos medios de $47,063 frente a los $23,333 para las mujeres. La renta per cápita para la localidad era de $23,705. Alrededor del 3.9% de la población estaban por debajo del umbral de pobreza.